# Monroe Township (Illinois)
Die Monroe Township ist eine von 24 Townships im Ogle County im Norden des US-amerikanischen Bundesstaates Illinois.

## Geografie
Die Monroe Township liegt im Norden von Illinois rund 130 km westlich von Chicago. Die Grenze zu Wisconsin liegt rund 45 km nördlich; der Mississippi, der die Grenze zu Iowa bildet, befindet sich rund 100 km westlich.
Die Monroe Township liegt auf 42°05′58″ nördlicher Breite und 88°59′57″ westlicher Länge und erstreckt sich über 93,8 km². 
Die Monroe Township liegt im äußersten Nordosten des Ogle County und grenzt im Norden an das Winnebago County sowie im Osten an das DeKalb County, das bereits zur Metropolregion Chicago gehört. Innerhalb des Ogle County grenzt die Monroe Township im Süden an die Lynnville Township, im Südwesten an die White Rock Township und im Westen an die Scott Township.

## Verkehr
Durch die Monroe Township verläuft in Nord-Süd-Richtung die Interstate 39, die hier mit dem U.S. Highway 51 über die gleiche Strecke führt. Im westlichen Zentrum kreuzt die Illinois State Route 72. Alle weiteren Straßen sind County Highways sowie weiter untergeordnete und zum Teil unbefestigte Fahrwege.
Parallel zur State Route 72 verläuft eine Eisenbahnlinie der Canadian Pacific Railway, die von Chicago nach Westen führt.
Der nächstgelegene Flughafen ist der rund 15 km nordwestlich der Township gelegene Chicago Rockford International Airport am südlichen Stadtrand von Rockford.

## Bevölkerung
Bei der Volkszählung im Jahr 2010 hatte die Township 1563 Einwohner. Neben Streubesiedlung existiert in der Monroe Township mit Monroe Center eine selbstständige Gemeinde (mit dem Status „Village“).